# Municipio de Fort Russell
El municipio de Fort Russell (en inglés: Fort Russell Township) es un municipio ubicado en el condado de Madison en el estado estadounidense de Illinois. En el año 2010 tenía una población de 9146 habitantes y una densidad poblacional de 95,03 personas por km².

## Geografía
El municipio de Fort Russell se encuentra ubicado en las coordenadas 38°53′2″N 89°59′0″O / 38.88389, -89.98333. Según la Oficina del Censo de los Estados Unidos, el municipio tiene una superficie total de 96.24 km², de la cual 95.02 km² corresponden a tierra firme y (1.26%) 1.21 km² es agua.

## Demografía
Según el censo de 2010, había 9146 personas residiendo en el municipio de Fort Russell. La densidad de población era de 95,03 hab./km². De los 9146 habitantes, el municipio de Fort Russell estaba compuesto por el 96.6% blancos, el 1.02% eran afroamericanos, el 0.17% eran amerindios, el 0.69% eran asiáticos, el 0.02% eran isleños del Pacífico, el 0.4% eran de otras razas y el 1.09% pertenecían a dos o más razas. Del total de la población el 1.44% eran hispanos o latinos de cualquier raza.